# Comesperma esulifolium
Comesperma esulifolium là một loài thực vật có hoa trong họ Polygalaceae. Loài này được (Gand.) Prain mô tả khoa học đầu tiên năm 1921.